# Форель (гора)
Форель — вторая по высоте гора в Гренландии. Расположена на юго-востоке острова. Находится на территории Земли Короля Кристиана IX.
Высота горы Форель — 3391 метр.
Названа в честь швейцарского учёного и натуралиста, основателя лимнологии Франсуа-Альфонса Фореля. Профессор Форель занимался изучением альпийских ледников, возглавлял швейцарскую гляциологическую комиссию. В 1912 году он способствовал финансированию швейцарской экспедиции в Гренландию, которая и дала его имя горной вершине.